# Iblis Ginjo
Iblis Ginjo a Brian Herbert és K.J. Anderson által írt A Dűne legendái trilógia szereplője.
Megjelenésekor hűséges megbízott a gépek által irányított Összehangolt világokban. Munkafelügyelőként dolgozik a Földön. Sokáig irányítja a rabszolgákból álló csoportját a különböző emlékművek építésein, amelyeket a Titánok parancsára kell megépíteni.
Erasmus, hogy bizonyítsa álláspontját Omnius előtt, titokban üzeneteket küld Iblisnek, hogy szervezzen sereget egy lázadáshoz. Eme üzenetet más megbízottak is megkapják. A szervezés tehát megkezdődik. Miután Erasmus ledobta a palotájának erkélyéről Serena kisbabáját, Iblis és emberei elindítják a forradalmukat, amit aztán vérfürdőbe torkollva a Titánok levernek. E kaotikus helyzetben Vorian Atreides – egy másik megbízott – Serena Butlerrel és Iblis Ginjo megszöknek a Földről és a Salusa Secundusra mennek.
Sok év elteltével Iblis lesz a főpátriárka. Létrehozza a titkos rendőrséget, a Dzsatírt, és a Seráfokat, akik Serena testőrségét adják. Iblis ragaszkodik a hatalmához, ellenfeleit sorban eltünteti az útból, különböző okokkal. Bukásához az vezet, hogy Xavier Harkonnen rájön, hogy kapcsolatban van a tluaxi szervkereskedőkkel. Hiába lesz a botrány kirobbantva Iblist – a saját emberei munkájának hála – ártatlannak nyilvánítják, Xaviert pedig bűnösnek. Végül Xavier ellop egy hajót és Iblissel a hajó fedélzetén belerepül egy napba.